# Thollet
Thollet ist eine französische Gemeinde mit 163 Einwohnern (Stand: 1. Januar 2022) im Département Vienne in der Region Nouvelle-Aquitaine. Sie gehört zum Arrondissement Montmorillon und zum Kanton Montmorillon. 

## Geografie
Thollet liegt etwa 67 Kilometer ostsüdöstlich von Poitiers im Osten der historischen Provinz Poitou. Das Gemeindegebiet wird vom Fluss Benaize durchquert. An der westlichen Gemeindegrenze verläuft der Fluss Asse und mündet dort in die Benaize.
Nachbargemeinden von Thollet sind Liglet im Norden, Lignac im Nordosten, Coulonges im Osten und Südosten, brigueil-le-Chantre im Süden sowie La Trimouille im Westen und Nordwesten.

## Bevölkerungsentwicklung
| Jahr                      | 1962 | 1968 | 1975 | 1982 | 1990 | 1999 | 2006 | 2013 |
| Einwohner                 | 427  | 387  | 338  | 283  | 231  | 173  | 172  | 162  |
| Quelle: Cassini und INSEE |      |      |      |      |      |      |      |      |

## Sehenswürdigkeiten
- Kirche Notre-Dame (siehe auch: Liste der Monuments historiques in Thollet)
- Reste eines gallischen Tempels (Villa von La Chasseigne)